# Anthony Ji Weizhong
Anthony Ji Weizhong (chinesisch 冀伟忠, Pinyin Jì Wěizhōng; * 3. August 1973 in Wenshui, Shanxi) ist ein chinesischer römisch-katholischer Geistlicher und Bischof von Lüliang.

## Leben
Anthony Ji Weizhong studierte von 1995 bis 2001 Philosophie und Katholische Theologie am nationalen Priesterseminar in Peking. Am 14. Oktober 2001 empfing er das Sakrament der Priesterweihe für die Bistum Fenyang. Anschließend absolvierte er ein sprachwissenschaftliches Studium an der Jiaotong-Universität Xi’an. Im Februar 2005 wurde er für weiterführende Studien nach Deutschland entsandt, wo er im März 2010 an der Philosophisch-Theologischen Hochschule SVD St. Augustin mit einer Arbeit über chinesische Modelle der Ortskirche ein Lizenziat im Fach Katholische Theologie erwarb. Nach der Rückkehr in seine Heimat wirkte er zunächst als Pfarrvikar in Fenyang. Später fungierte er als Generalvikar des Bistums Fenyang und leitete das diözesane Pastoralzentrum.
Am 28. Oktober 2024 ernannte ihn Papst Franziskus zum ersten Bischof von Lüliang. Die Ernennung wurde jedoch erst am 20. Januar 2025 bekanntgegeben. Am selben Tag spendete ihn der Bischof von Taiyüan, Paul Meng Ningyou, in der Herz-Jesu-Kathedrale in Fenyang die Bischofsweihe; Mitkonsekratoren waren der Bischof von Changzhi, Peter Ding Lingbin, und der Bischof von Hongdong, Peter Liu Genzhu, sowie der Bischof von Shuozhou, Paul Ma Cunguo.